# Liste des signes éponymes en sémiologie médicale
 (juin 2024).
Si vous disposez d'ouvrages ou d'articles de référence ou si vous connaissez des sites web de qualité traitant du thème abordé ici, merci de compléter l'article en donnant les références utiles à sa vérifiabilité et en les liant à la section « Notes et références ».
Cette page dresse la liste des signes cliniques éponymes (ainsi que les tests, et manœuvres cliniques à but diagnostic), en sémiologie médicale.
- Haut – A
- B
- C
- D
- E
- F
- G
- H
- I
- J
- K
- L
- M
- N
- O
- P
- Q
- R
- S
- T
- U
- V
- W
- X
- Y
- Z

## A
- Aaron (Signe d') : douleur épigastrique à la palpation continue du point de McBurney évocatrice d’appendicite.
- Abadie (Signe d') : spasme du muscle releveur de la paupière supérieure, observé dans la maladie de Basedow.
- Abadie (Signe d') : analgésie ou insensibilité du tendon d'Achille à la pression.
- Adson (Manœuvre d') : recherche d’un syndrome du défilé thoraco-brachial. Diminution du pouls radial à l’abduction du bras.
- Aran-Duchenne (Main d') : amyotrophie des éminences thénar et hypothénar. Peut notamment se voir dans la sclérose latérale amyotrophique.
- Archibald (Signe d') : brachymétacarpie du 4ème métacarpien, mise en évidence par le croisement de la ligne tangente aux têtes des 5ème et 4ème métacarpien avec la tête du 3ème métacarpien.
- Argyll Robertson (Signe de / Pupille de) : réflexe photomoteur négatif avec conservation du réflexe d'accommodation. Évocateur de syphilis tertiaire avec atteinte neurologique.
- Aure-Rozanova (Signe de) : douleur à la palpation du trigone lombal de Petit droit en cas d'appendicite d'un appendice rétro-caecal.

## B
- Babinski (Signe du peaucier de) : Lors d’une paralysie faciale, contraction plus importante du muscle peaucier du cou (platysma) du côté sain.
- Babinski (Signe de) : Elévation lente et majestueuse de l’hallux à la recherche du réflexe cutané plantaire. Spécifique d’un syndrome pyramidal.
- Bakey (Signe de) : Lors du diagnostic d’anévrisme de l’aorte abdominale, le fait de pouvoir placer le tranchant de la main entre la masse battante et le bord costal inférieur gauche est évocateur d'un anévrysme sous-rénal.
- Barré (Manœuvre de) : Test de la motricité globale des membres supérieurs.
- Barthomier-Michelsen (Signe de) : Augmentation de la douleur à la palpation de la fosse iliaque droite lorsque le patient est en décubitus latéral gauche par rapport au décubitus dorsal, évocatrice d'appendicite.
- Battles (Signe de) : Ecchymose rétro-mastoïdienne, signant une fracture du rocher avec possible brèche ostéo-méningée.
- Beau (Ligne de) : Dépression transversale de la tablette unguéale par arrêt temporaire de croissance.
- Biot (Respiration de) : Hyperpnée régulière entrecoupée d’apnées.
- Blumberg (Signe de) : Exacerbation de la douleur en fosse iliaque droite après une décompression brutale de cette même fosse iliaque droite. Peut être un signe d'appendicite.
- Bouchard (Nodosités de) : Nodosités arthrosiques des articulations interphalangiennes proximales.
- Brudzinski (Signe de) :

## C
- Campbell (Signe de) : Mouvement de descente du cartilage thyroïde à chaque inspiration par la mise en jeu des muscles respiratoires accessoires.
- Carnett (Signe de) : Augmentation ou persistance à l’identique d’une douleur abdominale lorsque le patient contracte ses muscles abdominaux (par exemple, en soulevant sa tête et ses épaules de la table). Augmente la probabilité d’une pathologie pariétale (hernie, irritation de la racine des nerfs intercostaux, hématome du grand droit,  …)
- Caroli (Triade de) : Céphalées + urticaires + arthralgies. Phase pré-ictérique d’une hépatite virale aiguë.
- Carvallo (Signe de) : souffle holosystolique d’insuffisance tricuspidienne se majorant à l’inspiration profonde.
- Charles-Bell (Signe de) : occlusion incomplète des paupières, évocatrice d'une paralysie faciale périphérique.
- Cheyne-Stokes (Respiration de)
- Chevassu (Signe de) : Positif si perception du sillon épididymo-testiculaire. Négatif si défaut de palpation (Orchi-épididymite)
- Chovstek (Signe de) : Signe du facial. Contraction du muscle supérieur de la lèvre en réponse à la percussion de la joue sur le milieu de la ligne unissant le lobule de l’oreille et la commissure labiale. Retrouvé positif en cas de spasmophilie, carence en calcium, carence en magnésium ou tétanie.
- Claude (Syndrome de) : Syndrome alterne. Paralysie oculomotrice homolatérale et syndrome cérébelleux contro-latéral.
- Claude Bernard-Horner (Syndrome de) : Ptosis, myosis, pseudo-enophtalmie. Atteinte sympathique.
- Cogan (Signe de) : Lid-Twitch. Le patient regarde en bas, puis rapidement en face. La paupière supérieure s’élève rapidement et excessivement puis retombe.
- Corrigan (Pouls de) : Pouls bondissant, notamment dans l’insuffisance aortique.
- Cullen (Signe de) : Ecchymoses péri-ombilicales liées à un hémorétropéritoine (ex : rupture de GEU). Signe de gravité de la pancréatite aiguë.

## D
- Dalrymple (Signe de) : Dans la maladie de Basedow, rétraction palpébrale supérieure avec visualisation de la sclère bordant la périphérie supérieure de la cornée.
- Darier (Signe de) : Oèdeme erythème (prurit) au frottement retrouvé dans la mastocytose.
- Dennie-Morgan (Signe de) : Pli sous-palpébral évocateur d’atopie.
- Dessault (Attitude de) : Attitude des traumatisés du membre supérieur, le membre valide soutenant le membre traumatisé.
- Dial (Test de) : Recherche d’une asymétrie de rotation latérale des jambes en décubitus ventrale à 30° et 90 ° de flexion, évocatrice d’une atteinte du plan postéro-latéral du genou et/ou du poplité.
- Dix-Hallpike (Test de) : Manœuvre de diagnostic du vertige paroxystique positionnel bénin.
- Dunphy (Signe de) : Augmentation de la douleur en fosse iliaque droite à la toux. Signe d’appendicite.

## F
- Faget (Signe de) : Dissociation pouls-température. La fréquence cardiaque n'augmente pas autant que ce l'augmentation de la température corporelle le laisserait présager.
- Flatau (Signe de) :  Signe méningitique consistant en une mydriase à la flexion nucale.
- Foville (Syndrome de) : Paralysie de la latéralité du regard pouvant s’intégrer dans un syndrome alterne.
- Fox (Signe de) : Ecchymose de la cuisse liée à un hémorétropéritoine.
- Frank-Lichstein (Signe de) : Pli du lobule de l’oreille partant du tragus et se dirigeant vers l’arrière du lobule.
- Froment (Manœuvre de) : Test du poignet figé. Détection de la rigidité du syndrome parkinsonien. L’examinateur imprime des mouvements passifs sur le poignet du patient, puis lui demande d’effectuer un mouvement actif avec le membre supérieur controlatéral permettant de faciliter l’apparition de la rigidité
- Froment (Signe du journal de) : Difficulté à tenir une feuille de papier entre le pouce et l’index,en lien avec une atteinte du nerf ulnaire, en particulier de l’innervation du muscle adducteur du pouce.
- Fukuda (Test de)

## G
- Gerber (Test de) : Lift-off test. Test du muscle subscapulaire.
- Giordano (signe de): Pour rechercher la présence de douleurs rénales . Ce signe consiste à frapper d'un coup sec la loggia rénale du patient, c'est-à-dire le point où se situe le rein, situé dans la région lombaire. Si cette manœuvre provoque des douleurs violentes chez le patient, le signe de Giordano est dit positif, sinon il est dit négatif. Un signe positif est évocateur d'un calcul rénal Lithiase urinaire
- Gorlin (Signe de) : Patient capable de toucher le bout de son nez avec sa langue. Fréquence plus importante dans les maladies avec hyperlaxité, comme le syndrome d'Ehler-Danlos.
- Gottron (Signe de) : Érythème en regard des articulations inter-phalangiennes. Signe de myosite.
- Gowers (Signe de) : Passage en plusieurs étapes de la position agenouillé à debout, témoignant d’un déficit moteur.
- Greeblat (Signe de la poulie de) : Lors d’un lymphogranulome vénérien avec bubon fistulisé à l’aine, visualisation du ligament inguinal.
- Grey – Turner (Signe de) : Ecchymoses des flancs liées à un hémorétropéritoine.
- Guillain (Signe de) : Réflexe médio-pubien observable lors d’une méningite. Contraction des adducteurs des cuisses et des muscles abdominaux à la percussion de la symphyse pubienne.
- Gurd (Triade de) : Triade clinique évocatrice de l’embolie graisseuse. Atteinte respiratoire, manifestations neuro-psychiques polymorphes, atteintes cutanéo-muqueuses (purpura pétéchial du tronc, des muqueuses buccales).

## H
- Harzer (Signe de) : Perception des battements cardiaques au niveau de l'épigastre, évocatrice d'une hypertrophie ventriculaire droite.
- Hawkins (Signe de) : Evocateur d’un conflit sous-acromial.
- Hawthorne (Effet) : Positif, désigne la diminution de l’expression d’un symptôme (comme la douleur) en présence de l’examinateur. Négatif, désigne l’augmentation de l’expression, consciente ou inconsciente.
- Heberden (Nodosités d’) : Nodosités arthrosiques des articulations interphalangiennes distales.
- Hennequin (Ecchymose brachio-thoracique de)
- Hertoghe (Signe de) : Dépilation du tiers externe des sourcils retrouvée dans la dermatite/eczéma atopique et l’hypothyroïdie. Aussi appelé signe de la reine Anne.
- Hertwig-Magendie (Signe de) : Skew deviation. Atteinte bulbo-protubérentielle.
- Hoffman (Signe de) :
- Homans (Signe de) : Douleur du mollet à l’extension (dorsiflexion) du pied évocateur d'une thrombose veineuse profonde.
- Hoover (Signe de) : Rétractation inspiratoire paradoxale des bases thoraciques, observé dans la bronchopneumopathie chronique obstructive.
- Hutchinson (Signe de) : Coloration de la cuticule dans le mélanome unguéal.
- Hutchinson (Dent de) : Hypoplasie dentaire par amélogénèse imparfaite dans la syphilis congénitale.

## J
- Jaccoud (Main de) : Déformation indolore ou peu douloureuse des rayons digitaux II, III, IV, V avec luxation ulnaire des extenseurs dans les vallées métacarpiennes. Souvent observée dans les connectivites comme le lupus érythémateux systémique.
- Janeway (Placards érythémateux palmo-plantaire de) : Lésions érythémateuses ou hémorragiques de quelques millimètres, maculaires ou nodulaires, situées sur la paume des mains ou la plante des pieds, pathognomonique de l’endocardite infectieuse.
- Jellinek (Signe de) : Dans la maladie de Basedow, pigmentation péri-orbitaire.
- Jendrassik (Manœuvre de) : Tirement maximal des deux mains jointes et avant-bras en abduction. Sensibilisation des réflexes myotatiques et prévention de la syncope réflexe à l’apparition des symptômes.
- Jobe (Manœuvre de) : Bras en abduction 90°, en avant de 30° par rapport au plan scapulaire, pouces vers le bas, le patient doit résister à la pression exercée par le clinicien du haut vers le bas. Test le muscle supra-épineux.

## K
- Kayser-Fleischer (Anneau de) : Formation arrondie jaune-verdâtre autour de l’iris, symptomatique d’une maladie de Wilson. Peut également se retrouver dans la chalcose (dépôt de cuivre secondaire à un corps étranger cuprique intra-oculaire).
- Keining (Signe de) : Signe de la manucure. Hypertrophie de la cuticule (éponychium). Signe de myosite.
- Kernig (Signe) :
- Koplik (Signe de) : Tâches blanchâtres sur fond érythémateux de la muqueuse buccale. Pathognomonique de la rougeole.
- Kussmaul (Dyspnée de) : Hyperventilation en hyperpnée lors d’une acidose métabolique.

## L
- Lachman (Test de) : Recherche d’un tiroir tibial, genou en extension, témoignant d’une laxité ou d’une rupture du ligament croisé antérieur.
- Landolfi (Signe de) : Hippus pupillaire. Alternance d'une constriction puis relâchement de la pupille retrouvée dans l’insuffisance aortique sévère.
- Lasègue (Signe de) : Elévation passive du membre inférieur, patient en décubitus latéral, à la recherche du déclenchement d’une douleur radiculaire par étirement du nerf sciatique. Détecte les radiculalgies provenant de racine participant à la formation du nerf sciatique.
- Laugier (Signe de) : Horizontalisation de la ligne bi-styloïdienne dans les fractures de l’extrémité inférieure du radius.
- Lazare (Signe de) : Mouvement réflexe d’élévation et croisement du bras chez les patients en mort encéphalique.
- Léri (Signe de) : Lasègue inversé. Patient en décubitus ventral, genou fléchi à 90°, l’examinateur soulève la cuisse. Etirement du nerf fémoral, à la recherche d’une radiculalgie d’une racine formant le nerf.
- Leser-Trélat (Syndrome de) : Association d’une apparition rapide de nombreuses kératoses séborrhéiques à une néoplasie.
- Lévine (Signe de) : Patient mimant sa douleur d’angor par un poing serré sur la poitrine.
- Lhermitte (Signe de) : Décharge électrique brève perçue le long du rachis et dans les membres à la flexion de la nuque.
- Lovibond (Angle de) : Angle formé par l’ongle et la cuticule normalement inférieur à 165°. Un angle plus ouvert signe un hippocratisme digital, avec disparition de la fenêtre de Shamroth.

## M
- Macintosh (Test de) : Recherche d’un ressaut rotatoire par rupture du ligament croisé antérieur.
- Malher (Pouls grimpant de) : Accélération progressive sur plusieurs jours de la fréquence cardiaque signant une maladie thromboembolique veineuse.
- Mallet-Guy (Signe de) : Douleur à la palpation profonde de la région subcostale gauche ou épigastrique évocatrice de pancréatite.
- Markle (Signe de) : Heel drop test. Signe d’irritation péritonéale.
- Mary Joseph (Nodule de sœur) : Métastase cutanée ombilicale d’un cancer abdominal ou pelvien, digestif ou gynécologique.
- Milian (Atrophie blanche de) : Signe d'insuffisance veineuse.
- Mingazzini (Manœuvre de) : On demande au patient allongé de soulever les jambes pour vérifier l’absence de faiblesse musculaire[1].
- Mourson (Signe de) : Rougeur de l’ostium du conduit parotidien dans la parotidite ourlienne.
- Murphy (Signe de) : Douleur inspiratoire à la palpation profonde de l’hypocondre droit.
- Musset (Signe de) : Dans l’insuffisance aortique sévère, secousses de la tête rythmées par les battements du cœur.

## N
- Neer (Signe de) : Evocateur d’un conflit sous-acromial.
- Negro (Signe de) : Lors de la paralysie faciale périphérique, à l’élévation du regard, l’œil du côté paralysé s’élève davantage que l’œil du côté sain.
- Nikolsky (signe de) : Décollement cutané par frottement de la peau saine. Traduit un décollement intra-épidermique.
- Noble (Test de) : Douleur à la mise en tension du tractus iliotibial à 30 ° de flexion dans le syndrome de l’essuie-glace.

## O
- Osler (Faux panaris / Nodules) : Signe d’endocardite ou de dépôts de complexes immuns.

## P
- Pathergie (Test de) : Apparition d’une pustule au niveau d’un point d’effraction cutané, retrouvé dans la maladie de Behçet.

- Patte (Manœuvre de) : Tests du muscle infra-épineux et du muscle petit rond en rotation externe contrariée.
- Pemberton (Manœuvre de) : Verticalisation des membres supérieurs à la recherche de l'apparition d'un érythème facial, d'une cyanose et d'une turgescence jugulaire évocateurs d'une compression veineuse cave.
- Phalen (Signe de) : En cas de syndrome du canal carpien, la mise en flexion pendant une minute des poignets reproduit la symptomatologie.
- Pierre-Marie Foix (Manœuvre de) : Pression appuyée en arrière des gonions mandibulaires à la recherche d'une paralysie faciale.
- Prehn (signe de): permet de différencier une épididymite d'une torsion testiculaire lorsqu'un patient se présente pour douleur testiculaire. Il se fait en soulevant d'une main le testicule et si cela soulage la douleur (test positif) , cela suggère une épididymite sinon c'est plus probablement une torsion testiculaire.

## Q
- Quincke (Pouls de) : Pulsation capillaire. Notamment visible au niveau unguéal (pouls unguéal) lors de l’insuffisance aortique.

## R
- Raynaud (Phénomène de) :
- Renne (Test de) : Douleur aux mouvements de flexion-extension en appui monopodal dans le syndrome de l’essuie-glace.
- Ribero (Signe de) : L’inspiration profonde accentue le souffle de l’insuffisance tricuspide.
- Rillet et Barthez (Points douloureux de) : Point douloureux de la parotidite ourlienne.
- Rinne (Épreuve de)
- Romberg (Signe de) : Déséquilibre à la fermeture des yeux, en faveur d’une ataxie proprioceptive ou vestibulaire.
- Romberg – Howship : Douleur à l’abduction / rotation interne de la cuisse lors d’une hernie obturatrice.
- Rosenstein (Signe de) : Augmentation d’une douleur en fosse iliaque droite par le passe du décubitus dorsal au décubitus latéral évoquant une appendicite.
- Rovsing (Signe de) : Douleur de la fosse iliaque droite à la palpation de la fosse iliaque gauche.
- Russel (Signe de) : Callosité à la face postérieure des articulations métatarso-phalangiennes chez les patients se faisant vomir par réflexe nauséeux digital, notamment dans l'anorexie mentale ou la boulimie.

## S
- Schwartz (Manœuvre de) : Signe du flot veineux inversé. Si la percussion est perçue, signe une insuffisance valvulaire veineuse.
- Shamroth (Test de / fenêtre de) : Opposition des phalanges distales pour évaluer l’existence d’un hippocratisme digital. La disparition de l’ouverture losangique normalement présente, résultante des angles de Lovibond mis face à face, signe l’hippocratisme digital.
- Sherren (Triangle de) : Hyperesthésie cutané en cas d’appendicite d’un triangle unissant le pubis, l'épine iliaque antéro-supérieure et l’ombilic.
- Souques (Signe des cils de) : A la fermeture forcée des yeux, les cils sont plus visibles du côté atteint par une paralysie faciale périphérique.
- Spurling (Manœuvre de) : Pression continue de la tête dans différentes à la recherche d’une douleur de radiculopathie
- Stellwag (Signe de) : Dans la maladie de Basedow, diminution de la fréquence et/ou de l’amplitude du clignement palpébral.
- Stemmer (Signe de) : Impossibilité de froncer la peau de la face dorsale de la phalange du deuxième orteil. Signe de l’œdème lymphatique.

## T
- Tillaux (Manœuvre de)
- Tinel (Signe de) : La palpation ou la percussion du tronc nerveux déclenche des paresthésies dans les segments distaux du tronc nerveux.
- Troisier (Ganglion de) : Adénopathie sus-claviculaire gauche très évocatrice d’une cause cancéreuse.
- Trousseau (Raie méningitique de) : A l’appui d’une pointe mousse sur la peau, apparition d’une raie blanche puis erythémateuse.
- Trousseau (Signe de) : Contraction des muscles de la main en « main d’accoucheur » faisant suite à la mise en place d’un brassard gonflé au-dessus de la pression systolique Positif en cas d’hypocalcémie ou d’hypomagnésémie).

## V
- Valleix (Points de) : Point de compression douloureux sur le trajet du nerf sciatique.
- Vincent (Signe de) : Anesthésie labio-mentonnière, retrouvée lors des atteintes du nerf alvéolaire inférieur.

## W
- Wartenberg (Signe de) : Abduction permanente involontaire du 5ème doigt par atteinte du nerf ulnaire entrainant un déficit inter-osseux avec un muscle abducteur du 5ème doigt relativement préservé.
- Weber (Épreuve de)
- Woltman (Signe de) : Relaxation retardée d’un réflexe-ostéo-tendineux. Signe d’hypothyroïdie.

## Y
- Yocum (Signe de) : Evocateur d’un conflit sous-acromial.

## Z
- Zohlen (Signe de) : Douleur lorsque l’examinateur s’oppose à l’ascension de la patella lors de la contraction du quadriceps évocateur d’une arthrose fémoro-patellaire.